# 翻案小説
翻案小説（ほんあんしょうせつ）は先行作品の大体の筋・内容を元に別の作品に書き改めたり、一部を変更した文学作品である。

## 概念
外国作品から風俗・地名・人名などを自国に合わせて改作した小説も含まれる。古典の日本文学には中国文学の翻案作品や再翻案作品が多い。19世紀からの西洋の文物が東洋に流入した際に、各国で欧米作品を自国の内容に置き換えた翻案作品が作られた。
翻訳・剽窃と混同されやすいが、作者の創造性によっては異なる。ただし、昔は現代の著作権及び著作隣接権の基準に当てはめれば複製・剽窃に該当する作品も多数制作されている。日本は明治32年（1899年）にベルヌ条約に加盟しているが、それ以降も翻案権を取得していない作品も多い。

## 日本の翻案小説

### 前近代
日本では、江戸時代に中国の小説（文言・白話を問わず）を材料にした翻案作品が多く作られた。上田秋成の『雨月物語』にも、翻案の作品がある。三遊亭圓朝のレパートリーとして知られる『牡丹灯籠』が明代の『剪灯新話』からの翻案であるのも、その一例である。

### 近代
明治以降、西洋の作品を日本風に改作する傾向にあった。黒岩涙香の『鉄仮面』『巌窟王』なども、その一例である。また、尾崎紅葉の『金色夜叉』にも、翻案のおもかげがあると指摘されている。初期の、特に涙香作品では人名のみを日本化し設定は現地のままとなっており（イギリス人刑事の名前が森だったり検事が丸部だったりする）、現在ではこの手法は全く受け継がれていないため異様な印象を与えるが、当時はこれが読みやすいとして歓迎された。これに対して、江戸川乱歩の翻案小説（一部は涙香作品を再翻案）は日本を舞台に日本人が登場する前近代スタイルに戻っており、今日ではこの形式の方が多く読み継がれている。欧米文学を日本で映画化、ドラマ化する場合も、人種の関係で同じ方法が取られるため（舞台の場合は日本人がそのまま欧米人を演じることが多い）、これも翻案と呼ぶことができる。

## 朝鮮の翻案小説
朝鮮の翻案小説の中の代表的なものでは、高麗時代には『太平広記』から始まった仮伝体小説の翻案があったし、李氏朝鮮時代には中国の三言二拍から始まった翻案がある。
開化期には、唱歌や新小説が出る以前に、外国の作品を朝鮮語に翻訳した作品や翻案小説が、その準備過程として先に現われた。日本や西洋の文学を原典として翻案が成り立った。1897年に李海朝（ko:이해조）の訳述で出た『鉄世界』は最初の翻案小説であり、新小説以前に出現したものである。『鉄世界』が翻案される以前に、聖書と賛美歌の朝鮮語翻訳が成されており、文学的な作品では1895年に宣教師ゲール（J. S. Gale）によってジョン・バニヤンの『天路歴程』が朝鮮語に翻訳された。その後1907年の翻刊の政治小説『瑞士建国誌』は初期の新小説に影響を与えたし、続いて翻案小説は、末広鉄腸の『雪中梅』を翻案した具然学の『雪中梅』を含め、尾崎紅葉の『金色夜叉』を翻案した趙重桓の『長恨夢』、『双玉涙』、『不如帰』、李相協のアレクサンドル・デュマ『モンテ・クリスト伯』を翻案した『海王星』、『再逢春』、『貞婦怨』、閔泰瑗の『鉄仮面』など外国作品が翻案されて一般に広く読まれた。これらの翻案小説は新小説とほとんど時を同じくして、その内容も類似したものが多い。このような翻案小説に対して、外国文学の模倣や伝統の断絶と見る否定的な見解と、比較文学的関心からその価値を認める肯定的な見解とがある。
日本の家庭小説の翻案小説が多く『毎日申報』に連載され、新派劇の公演とも連携していたが、朝鮮の風俗改良の意図もあった。

### 作家と作品
- 天路歴程
英国の牧師で小説家であるジョン・バニヤンの寓話。聖書から取った簡潔な言葉と変化のある人物と場面がいきいきと描写されて近代小説の母胎としての意義が大きい。朝鮮では1895年にイギリスの宣教師ゲールによって朝鮮語に翻訳されて広く読まれた。
- 鉄世界（철세계 1897年）
李海朝が作った翻案小説。フランスの作家ジュール・ヴェルヌの "Les Cinq Cents Millions de la Bégum" （『インド王妃の遺産』、1879年）を翻案したもので科学の驚きと近代文明の啓蒙を図った小説。森田思軒の日本語訳（1887年）からの重訳。
- 瑞士建国誌（서사건국지 1907年）
朴殷植の翻案で毎日申報に連載された長編小説。文章は漢文にハングルの送り仮名（토）をつけた程度で、内容はフリードリヒ・フォン・シラーの戯曲『ウィリアム・テル』を中国の鄭哲寛が改作したものから重訳敍述したもの。

- 具然学（구연학）
新小説作家。1908年に『雪中梅』を発表して開化期小説に大きい影響を与えた。若干の政治論説も発表した。
  - 雪中梅（설중매 1908年）
日本の末広鉄膓が開化・啓蒙思想を鼓吹するために書いた政治小説『雪中梅』の翻案。
- 趙重桓（ko:조중환 1863年 - 1944年）
新小説作家。ソウル生まれ。号は一斎。新小説『菊の香』、『断腸録』、『飛鳳潭』など、翻案小説として『長恨夢』、『不如帰』、『双玉涙』などを出した。たいてい日本作品を翻案した。尹白南と劇団「文秀星」を創立し、朝鮮最初の戯曲『病者三人』を1912年に『毎日申報』に連載した。
  - 長恨夢（장한몽 1913年）
日本の尾崎紅葉の『金色夜叉』を翻案したもの。恋愛小説で韓国で流行して愛に対する新しい風潮を起こし、男女の主人公である李守一と沈順愛の名前が広く知られた。
  - 不如帰（불여귀 1912年）
日本の徳冨蘆花の家庭小説『不如帰』を翻案・改作したもので、1910年代新派劇の台本として舞台で上演された。
  - 双玉涙（쌍옥루 1912年 - 1913年）
日本の菊池幽芳の『己が罪』（1899年 - 1900年）を翻案・改作したもので、『毎日申報』に連載された。演劇台本として舞台で上演された。
- 李相協（이상협 1893年 - 1957年）
言論人・小説家。号は何夢。日本の慶應義塾大学に学んだ。初期には毎日申報社記者として活躍した。『海王星』、『貞婦怨』、『再逢春』などを翻案し、『涙』、『貞操怨』など新小説も創作した。
  - 海王星（해왕성  1916年 - 1917年）
『毎日申報』に連載された。アレクサンドル・デュマの『モンテ・クリスト伯』の翻案。日本の黒岩涙香が翻案した『巌窟王』（1901年 - 1902年）をさらに翻案したもの。
  - 貞婦怨（정부원  1914年）
『毎日申報』に連載された翻案小説。日本の黒岩涙香の『捨小舟』の翻案。
  - 再逢春（재봉춘  1912年）
渡辺霞亭の『想夫憐』を翻案したもので、演劇として舞台で上演されもした[2]。
- 閔泰瑗（민태원 1894年 - 1935年）
小説家・翻訳家・言論人。号は牛歩。忠南道瑞山生まれ。作品に翻案小説『鉄仮面』、『西遊記』、『浮萍草』（『家なき子』の翻案、1925年）、『哀史』（1918年、『レ・ミゼラブル』の翻案）などがある。
  - 鉄仮面（무쇠탈）
フォルチュネ・デュ・ボアゴベイの『鉄仮面』の翻案。